# Henning Leo
Henning Vilhelm Leo, född 3 september 1885 i Landskrona församling, Malmöhus län, död 26 maj 1953 i Kungsholms församling, Stockholms stad, var en svensk fackföreningsman och politiker (socialdemokrat).

## Biografi
Leo var ursprungligen lokförare, och fick tidigt en ledande ställning inom Sveriges lokomotivmannaförbund. Han var riksdagsledamot i andra kammaren 1918–1920 för Kronobergs läns västra valkrets och 1921–1928 för Kronobergs läns valkrets. Åren 1919–1928 var han medlem i första lagutskottet, där han kom att göra flera respekterade insatser. Från 1926 var han även sekreterare i socialiseringsnämnden, där han efterträdde Nils Karleby vid dennes död.
Åren 1931–1932 återkom Leo som riksdagsledamot i första kammaren för Stockholms läns och Uppsala läns valkrets, samt 1933–1940 i andra kammaren för Stockholms läns valkrets. Mellan 1932 och 1936 var han kommunikationsminister i Per Albin Hanssons första regering, och kom inom detta uppdrag bland annat 1934 att bli initiativtagare till Nationalföreningen för trafiksäkerhetens främjande. Därefter kom Leo att efterträda Ivar Tengbom som generaldirektör för Byggnadsstyrelsen 1936, ett uppdrag han innehade fram till 1950.